# سپاه چهارم پاکستان
سپاه چهارم پاکستان (انگلیسی: IV Corps) یا سپاه لاهور یک سپاه میدانی نیروی زمینی پاکستان است که مقر آن در لاهور، ایالت پنجاب قرار دارد. این سپاه که در ژانویه ۱۹۶۶ تأسیس شد و یکی از ده سپاه میدانی ارتش پاکستان است که در سال ۱۹۷۱ علیه ارتش هند مستقر شد.
این سپاه در اوایل سال ۱۹۶۶ ایجاد شد و دومین تشکیلات در سطح سپاه بود که توسط ستاد کل ارتش و پس از آن سپاه دوم، برای تقویت دفاع ملی پاکستان ایجاد شد و تنها بر پنجاب تمرکز داشت.
در طول جنگ دوم هند و پاکستان، سپاه اول تمام واحدهای زرهی و پیاده‌نظام را که در کنترل عناصر ارتش بسیار ناکارآمد و بی‌اثر بودند، برای هماهنگی مأموریت‌ها با یکدیگر به کار گرفت.
توپخانه چهارم هنگ توپخانه، که نقش مهمی در پشتیبانی از لشکر ۶ زرهی در نبرد چاویندا وابسته به سپاه اول داشت، نقش مهمی در تأسیس سپاه چهارم ایفا کرد.
سپاه چهارم از ژانویه ۱۹۶۶، زمانی که سپهبد عتیق الرحمان به عنوان اولین فرمانده آن منصوب شد، در اردوگاه لاهور مستقر است. سپاه چهارم در سال ۱۹۷۱ علیه ارتش هند مستقر شد تا عناصر نظامی را برای تقویت استحکامات بخش لاهور به کار گیرد.